# David Morgan
David Frederick Morgan (Tredegar, 6 ottobre 1937) è un dirigente sportivo gallese, ex-presidente dell'International Cricket Council, la massima organizzazione mondiale del cricket.

## Biografia
Dopo gli studi inizia una carriera dirigenziale nella European Electrical Steels arrivando all'incarico di direttore commerciale.
Nel 1993 Morgan è succeduto a Tony Lewis come presidente del Glamorgan County Cricket Club, mantenne questa carica fino al 1997 quando ottenne un posto dirigenziale all'interno dell'England and Wales Cricket Board, ovvero la federazione di cricket dell'Inghilterra e del Galles, sotto la presidenza di Lord Ian MacLaurin.
Nel 2002 MacLaurin rinunciò alla sua carica e nell'ottobre di quell'anno Morgan si candidò alla presidenza della federazione vincendo contro Mike Soper per 11 voti contro 8. Fu rieletto in questa carica nel 2004 e nel 2006 in cui fu candidato unico.
Nel 2007 Morgan fu nominato presidente dell'ICC in una votazione caratterizzata dal pareggio contro il rivale Sharad Pawar; fu deciso che Morgan sarebbe diventato presidente e avrebbe mantenuto la carica per soli due anni per poi permettere l'insediamento di Pawar, che effettivamente gli successe nel 2010.
Nel 2008 Morgan ricevette l'OBE per i servizi resi al mondo del cricket.